# Adiantum ornithopodum
Adiantum ornithopodum är en kantbräkenväxtart som beskrevs av Presl. Adiantum ornithopodum ingår i släktet Adiantum och familjen Pteridaceae. Inga underarter finns listade.